# Speccy
Speccy je nástroj pro zobrazení detailních informací o systému. Je vyvíjen společností Piriform pro všechny systémy Microsoft Windows (64- i 32bitové) od verze Windows XP.

## Vlastnosti
Po spuštění aplikace se zobrazí základní informace o operačním systému, procesoru, RAM, základní desce, grafické kartě, pevných discích, optických médiích i o zvukové kartě. Po rozkliknutí položky o ní program vypíše rozšířené informace.

## Zobrazit také
- CCleaner - Optimalizace systému a čištění registrů
- Defraggler - Pokročilá defragmentace disku
- Recuva - Obnova smazaných dat